# Zračna zavora
Zračna zavora (ang. air brake ali speedbrake) je aerodinamična naprava, ki poveča zračni upor in tako zmanjša hitrost letal in drugih zrakoplovov. 
Prve znane zračne zavore so se pojavile leta 1931. . Zračne zavore se razlikujejo od spojlerjev pri tem, da povečajo zračni upor in ne vplivajo na vzgon. Spojlerji pa zmanjšajo razmerje vzgon/upor in zahtevajo večji vpadni kot, kar poveča hitrost izgube vzgona. Jadralna letala ima spojlerje ali pa zračne zavore za prilagoditev kot spuščanja pri priletu za pristanek.
Pogosto se pri reaktivnih potniških letalih uporablja kombinacijo zračnih zavor in spojlerjev. Pri pristankuspojlerji ('lift dumperji') zelo zmanjšajo vzgon krila, teža letala se prenese iz kril na podvozje, kolesa potem zaustavljajo letalo z manjšo zmožnostjo spodrsavanja. Spojlerji tudi direktno ustavljajo letalo zaradi večjega aerodinamičnega upora. Potniška letala velikokrat uporabljajo tudi obračalnik potiska za zaustavljanje, skupaj s kolesnimi zavorami trije sistemi zaustavljanja. V preteklosti so potniška reaktivna letala uporabljala tudi zaviralno padalo, danes ga večinoma uporabljajo samo vojaška letala. Pri propelerskih letalih pride do "naravnega zaviranja" ko se zmanjša moč motorja.
Lovci, kot so F-15 Eagle in Suhoj Su-27 imajo veliko zračno zavoro tik za kokpitom.